# Jan Kerouac
Jan Kerouac, celým jménem Janet Michelle Kerouac, (16. února 1952, Albany, New York, USA – 5. června 1996, Albuquerque, Nové Mexiko) byla americká spisovatelka.
Byla jedinou dcerou spisovatele Jacka Kerouaca a jeho druhé manželky Joan Haverty. Vyrůstala s matkou a svého otce za svůj život viděla jen dvakrát – poprvé když byla malá a podruhé v patnácti letech. V roce 1981 vydala autobiografický román Baby Driver. Později vydala ještě jednu knihu nazvanou Trainsong (1988). Čtyři roky po její smrti, v roce 2000, vyšla její třetí kniha Parrot Fever, na níž pracovala začátkem devadesátých let.
Zemřela ve věku 44 let v Albuquerque den poté, co jí byla odebrána slezina. O pět let dříve utrpěla selhání ledvin a následně byla na dialýze.